# Westford (condado de Dodge, Wisconsin)
Westford es un pueblo ubicado en el condado de Dodge en el estado estadounidense de Wisconsin. En el Censo de 2010 tenía una población de 1228 habitantes y una densidad poblacional de 13,62 personas por km².

## Geografía
Westford se encuentra ubicado en las coordenadas 43°29′54″N 88°56′28″O / 43.49833, -88.94111. Según la Oficina del Censo de los Estados Unidos, Westford tiene una superficie total de 90.16 km², de la cual 77.85 km² corresponden a tierra firme y (13.65%) 12.31 km² es agua.

## Demografía
Según el censo de 2010, había 1228 personas residiendo en Westford. La densidad de población era de 13,62 hab./km². De los 1228 habitantes, Westford estaba compuesto por el 98.05% blancos, el 0.73% eran afroamericanos, el 0.16% eran amerindios, el 0% eran asiáticos, el 0% eran isleños del Pacífico, el 0.33% eran de otras razas y el 0.73% pertenecían a dos o más razas. Del total de la población el 1.22% eran hispanos o latinos de cualquier raza.